# ヤコブ・ヨハン・アンカーストレム

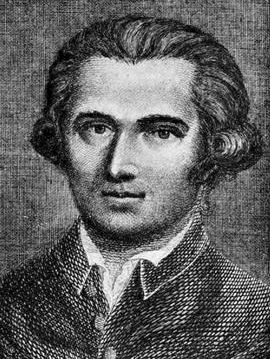
アンカーストレムの肖像

ヤコブ・ヨハン・アンカーストレム（Jacob Johan Anckarström、発音「ヤーコプ・ヨーハン・アンカシュトレム」(jɑ:kɔp juːhan aŋkaʂtrœm)、1762年5月11日 - 1792年4月27日）は、スウェーデンの貴族（伯爵）、軍人。スウェーデン王グスタフ3世の暗殺の主犯者。

## 略歴
アンカーストレムは、下級貴族の出であり、グスタフ3世の元近衛士官であった。しかしアンカーストレムの様な貴族の多くは、絶対王政を敷いたグスタフ3世に強い反感を抱く様になっていた（アンカーストレムは王を中傷したと言う理由で逮捕された事があり、無罪にはなったが、個人的な憎悪が生まれたきっかけになったと言われている）。グスタフ3世は反対派を弾圧した為、追い詰められた一部の貴族は、過激派となって貴族による国王排除を企む事となった。1792年に入ると、アンカーストレムら反対派貴族はグスタフ3世暗殺計画を立てた。そして暗殺の実行場所は、オペラ座の仮面舞踏会に定められた。
実行日は討議の末、3月16日に決定された。そして同時にクーデターを起こす事も計画された。しかしアンカーストレムらの過激な企みは、多くの貴族や平民の支持を受けていた訳ではなかった。アンカーストレムの様な一部の過激な貴族のみの密議であった。このために、国王暗殺計画は周囲に漏れ、中にはグスタフ3世へ暗殺計画の警告を書した秘匿の手紙が届けられた。しかしグスタフ3世は、この警告を無視した。あるいは、グスタフ3世は、暗殺計画が存在している事を知っていながらその身を任せようとしていたとも言われている。
仮面舞踏会上演当日、アンカーストレムら数人は、白い仮面を着け、黒い帽子を被り、黒いマントを羽織って、オペラ座に入った。一方グスタフ3世の服装は、国王とわかる服飾を身に着けていた。さらに服のポケットには、暗殺を予告した匿名の手紙が添えられていた。
仮面舞踏会が開始されると、国王の周囲は多くの仮装服姿で込み合った。そこへアンカーストレムら数人は、グスタフ3世を取り囲み、背後から銃を発砲した。周囲が騒然とする中、オペラ座の扉はすべて閉じられ、近衛士官らが銃を手にしたアンカーストレムら貴族をその場で捕縛した。アンカーストレムは翌日に逮捕され、殺害を自供した。その後徹底した捜査が行われ、40人ほどの共犯者が逮捕された。しかし暗殺は、アンカーストレムらの主犯か、黒幕がいるのかは判別出来なかった。グスタフ3世は致命傷ではなかったが、重傷であり、徐々に容態は悪化し、13日後の3月29日に死去した。
暗殺には成功したものの、アンカーストレムらが目論んだクーデターには失敗した。それどころか、アンカーストレムらは、国王を殺した事で、国民の憎悪の的となった。国民から人気のあったグスタフ3世は殉教者となり、暗殺の衝撃はスウェーデン国内のみならず、ヨーロッパ中にも衝撃を走らせた。

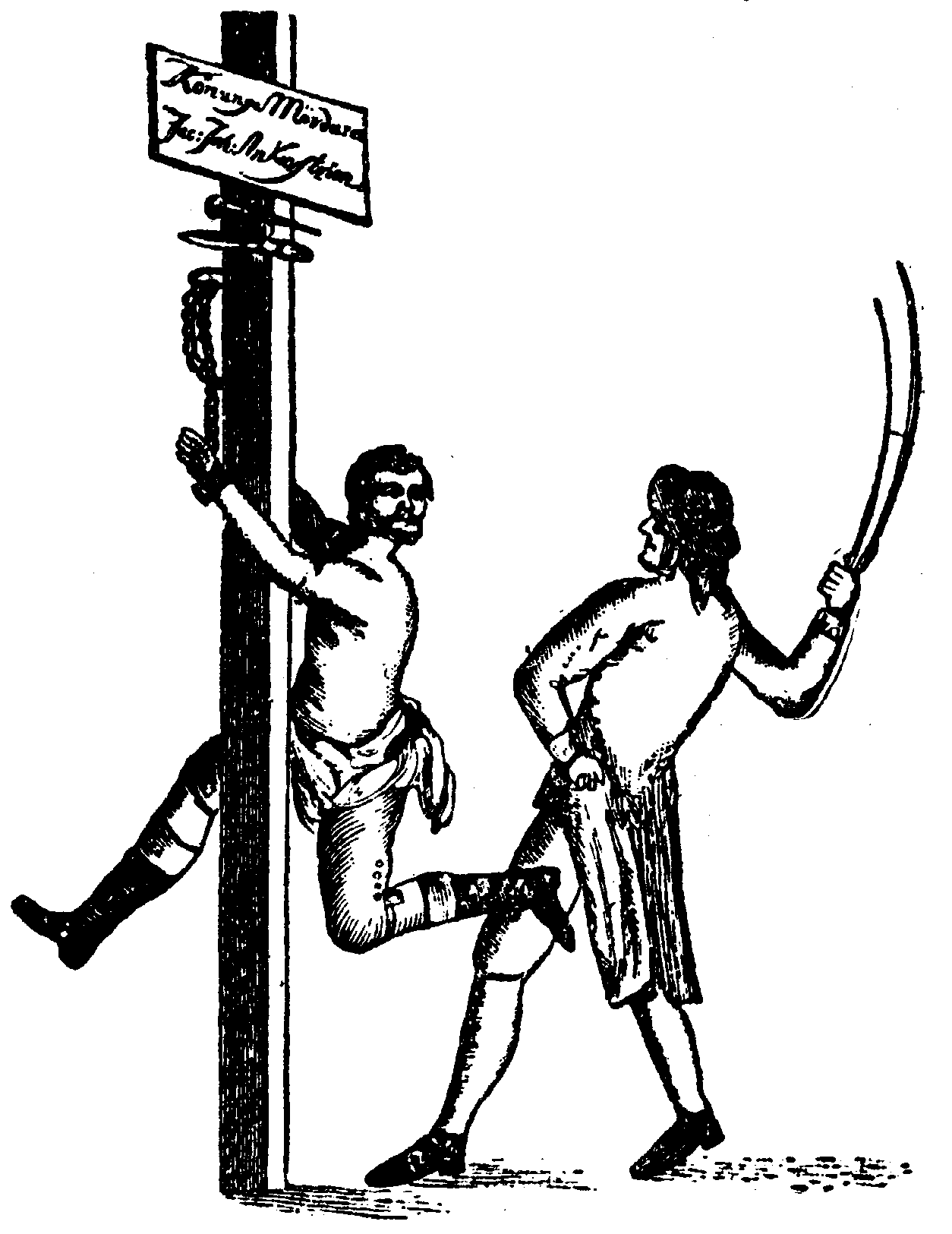
スウェーデンの百科事典Nordisk familjebokの挿絵より

主犯であったアンカーストレムは投獄され、地所と貴族の特権を剥奪された後、4月16日に死刑を宣告された。3日間の鞭打ちを受けた後、右手を切断された上で4月27日、アンカーストレムは市中を引き回された後、公開斬首刑とされた。数人の共犯者も投獄された。その後、アンカーストレムの遺族は、改名の許可を得た後に、贖罪として病院を建設、国家へ寄贈した。
国王暗殺と言う歴史的事件は、ヨーロッパ中に知れ渡った。フランスの劇作家ウジェーヌ・スクリーブによる史実を基にした戯曲、そしてそれを原作にしたイタリアの作曲家ヴェルディの「仮面舞踏会」としても知られている。また、メリメが1829年に発表した短篇小説「シャルル11世の幻想」（Vision de Charles XI）では、グスタフより100年前のスウェーデン王カール11世（作中の「シャルル11世」）がある夜王宮で見た幻として、未来に起こるはずのグスタフ3世の暗殺事件とアンカーストレムの裁判を描いている。